# Primer principio de la termodinámica

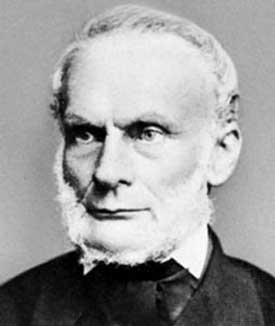
Retrato del físico y matemático Rudolf Clausius, quien junto a Lord Kelvin formuló matemáticamente este principio

El primer principio de la termodinámica es un principio que refleja la conservación de la energía en el contexto de la termodinámica y establece que si se realiza trabajo sobre un sistema o bien este intercambia calor con otro, la energía interna del sistema cambiará. Visto de otra forma, este principio permite definir el calor como la energía necesaria que debe intercambiar el sistema para compensar las diferencias entre trabajo y energía interna. En palabras simples: la energía total del universo se mantiene constante. No se crea ni se destruye, solo se transforma.  
La ecuación general de la conservación de la energía es la siguiente:

{\displaystyle E_{\text{entra}}-E_{\text{sale}}=\Delta E_{\text{sistema}},}

que aplicada a la termodinámica, queda de la forma

{\displaystyle \Delta U=Q-W},

donde U es la energía interna del sistema (aislado), Q es la cantidad de calor aportado al sistema y W es el trabajo realizado por el sistema. Esta última expresión es igual de frecuente encontrarla en la forma {\displaystyle \Delta U=Q+W}. Ambas expresiones, aparentemente contradictorias, son correctas y su diferencia está en que se aplique el convenio de signos IUPAC o el Tradicional (véase criterio de signos termodinámico).
Más específicamente el principio se puede formular como:

En un sistema aislado adiabático (que no hay intercambio de calor con otros sistemas o su entorno, como si estuviera aislado) que evoluciona de un estado inicial {\displaystyle {\mathcal {A}}} a otro estado final {\displaystyle {\mathcal {B}}}, el trabajo realizado no depende ni del tipo de trabajo ni del proceso seguido.

Más formalmente, este principio se descompone en dos partes;
- El «principio de la accesibilidad adiabática»:

El conjunto de los estados de equilibrio a los que puede acceder un sistema termodinámico cerrado es, adiabáticamente, un conjunto simplemente conexo.

- El «principio de conservación de la energía»:

El trabajo de la conexión adiabática entre dos estados de equilibrio de un sistema cerrado depende exclusivamente de ambos estados conectados.

Este enunciado supone formalmente definido el concepto de trabajo termodinámico y conocido que los sistemas termodinámicos solo pueden interactuar de tres formas diferentes (interacción másica, interacción mecánica e interacción térmica). En general, el trabajo es una magnitud física que no es una variable de estado del sistema, dado que depende del proceso seguido por dicho sistema. Este hecho experimental, por el contrario, muestra que para los sistemas cerrados adiabáticos, el trabajo no va a depender del proceso, sino tan solo de los estados inicial y final. En consecuencia, podrá ser identificado con la variación de una nueva variable de estado de dichos sistemas, definida como energía interna. Se define entonces la energía interna, {\displaystyle U}, como una variable de estado cuya variación en un proceso adiabático es el trabajo intercambiado por el sistema con su entorno:

{\displaystyle \Delta U=W}

 (W del proceso adiabático)
Cuando el sistema cerrado evoluciona del estado inicial A al estado final B pero por un proceso no adiabático, la variación de la energía debe ser la misma, sin embargo, ahora, el trabajo intercambiado será diferente del trabajo adiabático anterior. La diferencia entre ambos trabajos debe haberse realizado por medio de interacción térmica. Se define entonces la cantidad de energía térmica intercambiada Q (calor) como:

{\displaystyle Q=\Delta U-W\,}

 o 

{\displaystyle Q=\Delta U+W\,}

Siendo U la energía interna, Q el calor y W el trabajo. Por convenio, Q es positivo si va del ambiente al sistema, o negativo en caso contrario y W, es positivo si es realizado sobre el sistema y negativo si es realizado por el sistema. Esta definición suele identificarse con la ley de la conservación de la energía y, a su vez, identifica el calor como una transferencia de energía. Es por ello que la ley de la conservación de la energía se utilice, fundamentalmente por simplicidad, como uno de los enunciados del primer principio de termodinámica:

La variación de energía de un sistema termodinámico cerrado es igual a la diferencia entre la cantidad de calor y la cantidad de trabajo intercambiados por el sistema con sus alrededores.

En su forma matemática más sencilla se puede escribir para cualquier sistema cerrado:

{\displaystyle \Delta U=Q+W\,}

donde:
{\displaystyle \Delta U\,} es la variación de energía del sistema,
{\displaystyle Q\,} es el calor intercambiado por el sistema a través de unas paredes bien definidas, y
{\displaystyle W\,} es el trabajo intercambiado por el sistema a sus alrededores.

## Historia
El primer principio de termodinámica fue propuesto por Nicolas Léonard Sadi Carnot en 1824, en su obra Reflexiones sobre la potencia motriz del fuego y sobre las máquinas adecuadas para desarrollar esta potencia, en la que expuso los dos primeros principios de termodinámica. Esta obra fue incomprendida por los científicos de su época, y más tarde fue utilizada por Rudolf Clausius y Lord Kelvin para formular, de una manera matemática, las bases de la termodinámica.
Durante la década de 1840, varios físicos entre los que se encontraban Joule, Helmholtz y Meyer, fueron desarrollando esta ley. Sin embargo, fueron primero Clausius en 1850 y Thomson (Lord Kelvin) un año después quienes escribieron los primeros enunciados formales.

### Declaraciones originales: el «enfoque termodinámico»
Las declaraciones originales del siglo XIX de la primera ley de la termodinámica aparecieron en un marco conceptual en el que la transferencia de energía como calor se tomaba como una noción primitiva, no definida ni construida por el desarrollo teórico del marco, sino más bien presupuesta como anterior a ella y ya aceptada. La noción primitiva de calor se tomó como establecida empíricamente, especialmente a través de la calorimetría considerada como un tema por derecho propio, anterior a la termodinámica. Conjuntamente primitivas con esta noción de calor estaban las nociones de temperatura empírica y equilibrio térmico. Este marco también tomó como primitiva la noción de transferencia de energía como trabajo. Este marco no suponía un concepto de energía en general, sino que la consideraba derivada o sintetizada de las nociones anteriores de calor y trabajo. Por un autor, este marco ha sido llamado el enfoque «termodinámico».
El primer enunciado explícito de la primera ley de la termodinámica, por Rudolf Clausius en 1850, se refería a procesos termodinámicos cíclicos, ya la existencia de una función de estado del sistema, la energía interna. Lo expresó en términos de una ecuación diferencial para los incrementos de un proceso termodinámico. Esta ecuación se puede describir de la siguiente manera:

En un proceso termodinámico que involucra un sistema cerrado, el incremento en la energía interna es igual a la diferencia entre el calor acumulado por el sistema y el trabajo realizado por él.

Reflejando el trabajo experimental de Mayer y de Joule, Clausius también escribió:

En todos los casos en que se produce trabajo por la acción del calor, se consume una cantidad de calor proporcional al trabajo realizado; ya la inversa, por el gasto de una cantidad igual de trabajo se produce una cantidad igual de calor.

Debido a su definición en términos de incrementos, el valor de la energía interna de un sistema no está definido unívocamente. Se define solo hasta una constante de integración aditiva arbitraria, que se puede ajustar para dar niveles cero de referencia arbitrarios. Esta falta de unicidad está en consonancia con la naturaleza matemática abstracta de la energía interna. La energía interna se establece habitualmente en relación con un estado de referencia estándar elegido convencionalmente del sistema.
Bailyn considera que el concepto de energía interna es de «enorme interés». Su cantidad no se puede medir de inmediato, sino que solo se puede inferir, al diferenciar las medidas inmediatas reales. Bailyn lo compara con los estados de energía de un átomo, que fueron revelados por la relación de energía de Bohr. hν = En″ − En′. En cada caso, una cantidad no medible (la energía interna, el nivel de energía atómica) se revela al considerar la diferencia de cantidades medidas (incrementos de energía interna, cantidades de energía radiativa emitida o absorbida).

### Revisión conceptual: el «enfoque mecánico»
En 1907, George H. Bryan escribió acerca de los sistemas entre los que no hay transferencia de masa (sistemas cerrados): «Definición. Cuando la energía fluye de un sistema o parte de un sistema a otro de otra manera que no sea mediante la realización de un trabajo mecánico, la energía así transferida se denomina calor». Se puede considerar que esta definición expresa una revisión conceptual, como sigue. Esto fue expuesto sistemáticamente en 1909 por Constantin Carathéodory, cuya atención había sido atraída por Max Born. En gran parte a través de la influencia de Born, Este enfoque conceptual revisado de la definición de calor llegó a ser el preferido por muchos científicos del siglo XX. Podría llamarse el «enfoque mecánico».
La energía también se puede transferir de un sistema termodinámico a otro en asociación con la transferencia de masa. Born señala que, en general, dicha transferencia de energía no se puede resolver únicamente en fracciones de trabajo y calor. En general, cuando hay transferencia de energía asociada con la transferencia de masa, las transferencias de trabajo y calor sólo pueden distinguirse cuando pasan a través de paredes separadas físicamente de aquellas para la transferencia de masa.
El enfoque «mecánico» postula la ley de conservación de la energía. También postula que la energía se puede transferir de un sistema termodinámico a otro adiabáticamente como trabajo, y que la energía se puede mantener como la energía interna de un sistema termodinámico. También postula que la energía se puede transferir de un sistema termodinámico a otro por un camino que no es adiabático y no está acompañado por la transferencia de masa. Inicialmente, «inteligentemente» (según Bailyn) se abstiene de etiquetar como «calor» tal transferencia de energía no adiabática y no acompañada. Se basa en la noción primitiva de muros, especialmente muros adiabáticos y muros no adiabáticos, definidos de la siguiente manera. Temporalmente, solo para los fines de esta definición, se puede prohibir la transferencia de energía como trabajo a través de un muro de interés. Entonces, los muros de interés se dividen en dos clases, (a) aquellos tales que los sistemas arbitrarios separados por ellos permanecen independientemente en sus respectivos estados de equilibrio termodinámico interno previamente establecidos; se definen como adiabáticos; y (b) aquellos sin tal independencia; se definen como no adiabáticos.
Este enfoque deriva las nociones de transferencia de energía como calor y de temperatura como desarrollos teóricos, no tomándolos como primitivos. Considera la calorimetría como una teoría derivada. Tiene un origen temprano en el siglo XIX, por ejemplo en el trabajo de Helmholtz, pero también en la obra de muchos otros.

## Descripción
La forma de transferencia de energía común para todas las ramas de la física —y ampliamente estudiada por estas— es el trabajo.
Dependiendo de la delimitación de los sistemas a estudiar y del enfoque considerado, el trabajo puede ser caracterizado como mecánico, eléctrico, etc., pero su característica principal es el hecho de transmitir energía y que, en general, la cantidad de energía transferida no depende solamente de los estados iniciales y finales, sino también de la forma concreta en la que se lleven a cabo los procesos.
El calor es la forma de transferencia de un tipo de energía particular, propiamente termodinámica, que es debida únicamente a que los sistemas se encuentren a distintas temperaturas (es algo común en la termodinámica catalogar el trabajo como toda transferencia de energía que no sea en forma de calor). Los hechos experimentales corroboran que este tipo de transferencia también depende del proceso y no solo de los estados inicial y final.
Sin embargo, lo que los experimentos sí demuestran es que dado cualquier proceso de cualquier tipo que lleve a un sistema termodinámico de un estado A a otro B, la suma de la energía transferida en forma de trabajo y la energía transferida en forma de calor siempre es la misma y se invierte en aumentar la energía interna del sistema. Es decir, que la variación de energía interna del sistema es independiente del proceso que haya sufrido. En forma de ecuación y teniendo en cuenta el criterio de signos termodinámico este principio queda de la forma:

{\displaystyle \Delta U=\ Q+\ W\,}

Así, el primer principio de termodinámica relaciona magnitudes de proceso (dependientes de este) como son el trabajo y el calor, con una variable de estado (independiente del proceso) tal como lo es la energía interna.

## Aplicaciones del Primer Principio

### Sistemas cerrados
Un sistema cerrado es uno que no tiene intercambio de masa con el resto del universo termodinámico. También es conocido como masa de control. El sistema cerrado puede tener interacciones de trabajo y calor con sus alrededores, así como puede realizar trabajo a través de su frontera. La ecuación general para un sistema cerrado (despreciando energía cinética y potencial y teniendo en cuenta el criterio de signos termodinámico) es:

{\displaystyle \Delta U=Q+W\,}

donde Q es la cantidad total de transferencia de calor hacia o desde el sistema, W es el trabajo total e incluye trabajo eléctrico, mecánico y de frontera; y U es la energía interna del sistema.

### Sistemas abiertos
Un sistema abierto es aquel que tiene entrada y/o salida de masa, así como interacciones de trabajo y calor con sus alrededores, también puede realizar trabajo de frontera. 
La ecuación general para un sistema abierto en un intervalo de tiempo es:

{\displaystyle Q+W+\sum _{\rm {in}}m_{\rm {in}}(h+{\frac {1}{2}}V^{2}+gz)_{\rm {in}}-\sum _{\rm {out}}m_{\rm {out}}(h+{\frac {1}{2}}V^{2}+gz)_{\rm {out}}=\Delta U_{\rm {sistema}}}

O igualmente;

{\displaystyle Q-W+\sum _{\rm {in}}m_{\rm {in}}\theta _{\rm {in}}-\sum _{\rm {out}}m_{\rm {out}}\theta _{\rm {out}}=\Delta U_{\rm {sistema}},}

donde;
in representa todas las entradas de masa al sistema.
out representa todas las salidas de masa desde el sistema.
{\displaystyle \theta } es la energía por unidad de masa del flujo y comprende la entalpía, energía potencial y energía cinética: {\displaystyle \theta =h+{\frac {1}{2}}V^{2}+gz}
La energía del sistema es: 

{\displaystyle E_{\rm {sistema}}=U+{\frac {1}{2}}mV^{2}+mgz}

La variación de energía del sistema en el intervalo de tiempo considerado (entre t0 y t) es:

{\displaystyle \Delta E_{\rm {sistema}}=\int _{t_{0}}^{t}{\frac {dE}{dt}}dt}

### Sistemas abiertos en estado estacionario
El balance de energía se simplifica considerablemente para sistemas en estado estacionario (también conocido como estado estable). En estado estacionario se tiene {\displaystyle \Delta E_{\rm {sistema}}=0}, por lo que el balance de energía queda:

{\displaystyle Q-W+\sum _{\rm {in}}m_{\rm {in}}(h+{\frac {1}{2}}V^{2}+gz)_{\rm {in}}-\sum _{\rm {out}}m_{\rm {out}}(h+{\frac {1}{2}}V^{2}+gz)_{\rm {out}}=0}

### Sistema aislado
Es aquel sistema en el cual no hay intercambio ni de masa ni de energía con el exterior.

### Obras citadas
- Bailyn, M. (1994). A Survey of Thermodynamics, American Institute of Physics Press, New York, ISBN 0-88318-797-3.
- Born, M. (1949). Natural Philosophy of Cause and Chance, Oxford University Press, London.
- Bryan, G. H. (1907). Thermodynamics. An Introductory Treatise dealing mainly with First Principles and their Direct Applications, B. G. Teubner, Leipzig.
- Clausius, R. (1850), «Ueber die bewegende Kraft der Wärme und die Gesetze, welche sich daraus für die Wärmelehre selbst ableiten lassen», Annalen der Physik 79 (4): 368-397, 500-524, Bibcode:1850AnP...155..500C, doi:10.1002/andp.18501550403, hdl:2027/uc1.$b242250.. See English Translation: On the Moving Force of Heat, and the Laws regarding the Nature of Heat itself which are deducible therefrom. Phil. Mag. (1851), series 4, 2, 1–21, 102–119. Also available on Google Books.
- Helmholtz, H. (1847). Ueber die Erhaltung der Kraft. Eine physikalische Abhandlung, G. Reimer (publisher), Berlin, read on 23 July in a session of the Physikalischen Gesellschaft zu Berlin. Reprinted in Helmholtz, H. von (1882), Wissenschaftliche Abhandlungen, Band 1, J. A. Barth, Leipzig. Translated and edited by J. Tyndall, in Scientific Memoirs, Selected from the Transactions of Foreign Academies of Science and from Foreign Journals. Natural Philosophy (1853), volume 7, edited by J. Tyndall, W. Francis, published by Taylor and Francis, London, pp. 114–162, reprinted as volume 7 of Series 7, The Sources of Science, edited by H. Woolf, (1966), Johnson Reprint Corporation, New York, and again in Brush, S. G., The Kinetic Theory of Gases. An Anthology of Classic Papers with Historical Commentary, volume 1 of History of Modern Physical Sciences, edited by N. S. Hall, Imperial College Press, London, ISBN 1-86094-347-0, pp. 89–110.